# Slovenské Kľačany
Slovenské Kľačany este o comună slovacă, aflată în districtul Veľký Krtíš din regiunea Banská Bystrica, pe malul râului Tisovník⁠(d). Localitatea se află la altitudinea de 200 m deasupra n.m., se întinde pe o suprafață de 9,14 km2 și în 2017 număra 163 de locuitori.

## Istoric
Localitatea Slovenské Kľačany este atestată documentar din 1379.

## Demografie
| An:                | 1994 | 2004   | 2014   | 2024    |
| ------------------ | ---- | ------ | ------ | ------- |
| Număr de persoane: | 172  | 165    | 158    | 176     |
| Diferență:         |      | −4,06% | −4,24% | +11,39% |

| An:                | 2023 | 2024   |
| ------------------ | ---- | ------ |
| Număr de persoane: | 175  | 176    |
| Diferență:         |      | +0,57% |